# Diana Leah
Diana Leah [dajana lia] (rodným jménem Diana Orga; * 27. srpna 1990, Alba Iulia, Rumunsko) je rumunská zpěvačka a textařka. Od roku 2022 působí jako hlavní zpěvačka v nizozemské symphonic metalové skupině Delain.

## Život

### Mládí a začátek kariéry
Narodila se v Rumunsku, v patnácti letech se přestěhovala do Itálie a po dalších deseti letech odcestovala až do Ottawy v Kanadě, kde žila pět let, než se vrátila zpět do Itálie. Nyní žije nedaleko italského Turína. Zpěvu se začala věnovat již okolo sedmi let a od 17 let začala docházet na hodiny zpěvu. V mládí se též poprvé setkala metalovou hudbou, přičemž nejprve poslouchala punk rock a interprety jako Evanescence, Linking Park, Paramore nebo Avril Lavigne, od kterých přešla k více tvrdším žánrům jako metalcore a symfonický metal, kdy poprvé narazila i na skupinu Delain, konkrétně na skladbu „April Rain“ ze stejnojmenného alba.
Ve 22 letech se se svým přítelem začala věnovat také tanci a objevila žánr trance. Svou pěveckou kariéru zahájila několika menšími hudebními projekty s mnoha dýdžeji. Spolupracovala například s dýdžeji a hudebními producenty jako Sunset, Andy Moore, Somna, Yang, Scorz, Allen & Envy, Rene Ablaze, Ian Buff, Arctic Moon, Apple One, Misja Helsloot, Dirkie Coetzee, Dan Chase, Sheridan Grout, Feel, The Opposiz, Rimsky, Snatt & Vix, RAM, Garderffi, Airborn, Bogdan Vix nebo Keyplayer. Později se podílela na hudební tvrobě i s rockovými skupinami, ale stále se jí nedařilo najít vysněnou metalovou kapelu. K metalové hudbě, převážně symfonickému metalu, se později přesto vrátila a začala na svém YouTube kanálu zveřejňovat coververze žánrových hitů jako například coververzi trance skladby „A State Of Trade“ od Armina van Buurena, ale i k symphonic metalovým skladbám od Within Temptation a Nightwish.

### Delain
Nizozemská symphonic metalová skupina Delain se již od roku 2020 potýkala s problémy souvisejícími s nespokojeností s rolemi v sestavě. V únoru 2021 se nakonec skupina rozpadla a pod stejným názvem dál pokračovala pouze jako hudební projekt.
Diana Leah se ke kapele Delain se dostala prostřednictvím komentáře na instagramovém účtu kapely. Po pár dnech ji kontaktoval Martijn Westerholt, klávesista a zakladatel kapely, se kterým se domluvila na konkurzu. Diana Leah již paradoxně byla na jeho seznamu potenciálních zpěváků, jelikož se o ni Westerholt dověděl dříve, prostřednictvím jejího YouTube kanálu. Westerholt jí zaslal hudební materiály, včetně skladeb „Burning Bridges“ a „Masters of Destiny“ z dřívější tvorby kapely Delain a dvě nové, připravované skladby „The Quest and the Curse“ a „Beneath“. Dianin hlas Westerholta oslovil a zanedlouho se nová sestava setkala v Nizozemsku. Následující týden ji Westerholt telefonicky informoval, že nová sestava s jejím přijetím naprosto souhlasí a případnou spoluprací bude velmi potěšena.
Diana Leah byla jako součást kapely představena v roce 2022, společně s prvním singlem „The Quest And The Curse“ z nového připravovaného alba. Fanoušky kapely byla podle svých slov přijata velmi pozitivně. Na svém prvním albu se skupinou Delain se kromě zpěvu podílela i skládáním textů k písním „The Quest and the Curse“, „Tainted Hearts“ a „Moth to a Flame“. Podílela se i na melodii u skladby „Invictus“.

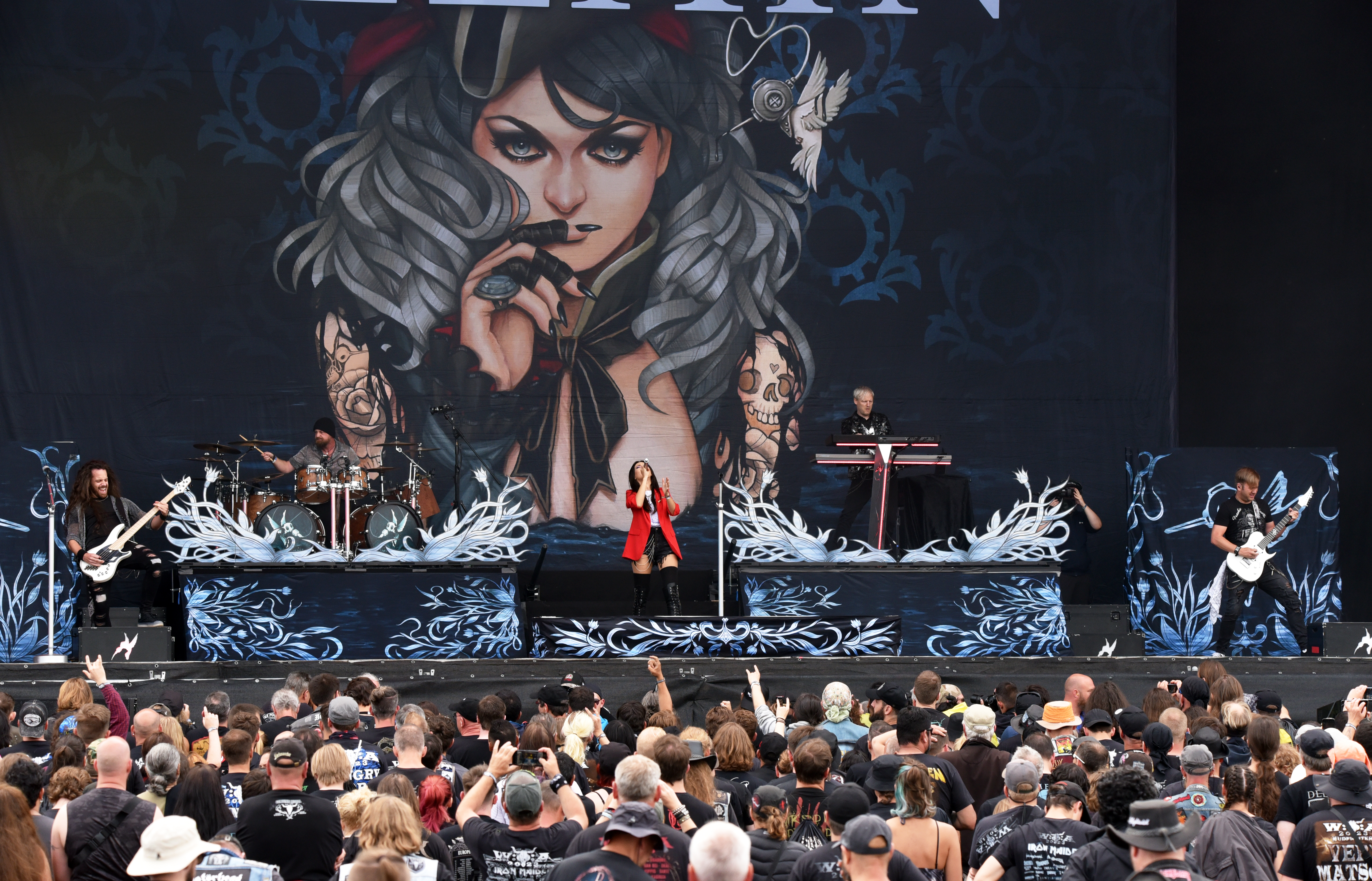
Delain na festivalu Wacken Open Air v roce 2023

## Soukromý život
| „ | Vždy jsem chtěla být součástí metalové kapely. | “ |

Mezi její oblíbené hudební interprety patří jak metalové kapely jako Nightwish, Within Temptation Killswitch Engage, Tesseract či Bring Me the Horizon tak trance umělci jako například The Weeknd.
V jednom z interview uvedla, že největší inspirací pro ni byla zpěvačka Sharon den Adel z Within Temptation.

## Diskografie

### Se skupinou Delain
Alba
- 2023 Dark Waters
- 2024 Dance with the Devil

Singly
- 2022 „The Quest and the Curse“
- 2022 „Beneath“
- 2023 „Moth to a Flame“
- 2023 „Queen of Shadow“
- 2024 „Dance with the Devil“